# Ceratagallia cinerea
Ceratagallia cinerea är en insektsart som beskrevs av Henry Fairfield Osborn och Ball 1898. Ceratagallia cinerea ingår i släktet Ceratagallia och familjen dvärgstritar. Utöver nominatformen finns också underarten C. c. helveola.